# أوليغ نيجين
أوليغ نيجين (بالروسية: Негин, Олег Игоревич)‏ (و. 1970  م) هو كاتب، وكاتب سيناريو روسي، ولد في موسكو.

## وصلات خارجية
- أوليغ نيجين على موقع IMDb (الإنجليزية)
- أوليغ نيجين على موقع قاعدة بيانات الأفلام العربية
- أوليغ نيجين على موقع ألو سيني (الفرنسية)
- أوليغ نيجين على موقع أول موفي (الإنجليزية)
- أوليغ نيجين على موقع قاعدة بيانات الأفلام السويدية (السويدية)
- أوليغ نيجين على موقع قاعدة بيانات الفيلم (الإنجليزية)
- أوليغ نيجين على موقع كينوبويسك (الروسية)